# 齿冠

1.牙齒 2. 牙釉質 3. 牙本質 4. 牙髓
5. 牙髓腔
6. 根髓
7. 牙骨质
8. 牙冠
9. 牙尖
10. 窝沟
11. 牙骨质交界处
12. 牙根
13. 根分叉
14. 牙根尖
15. 根尖孔
16. 牙龈沟
17. 牙周
18. 牙齦:
19. 牙龈乳头
20. 游离龈
21. 附着龈
22. 牙周膜
23. 牙槽骨
24. 血管和神经
25. 齿内血管和神经
26. 牙周血管和神经
27. 牙槽骨内血管和神经

牙冠又称齿冠，是指牙齿外露於口腔的部位，上面多半會有牙釉質包覆，中間層有微黃色的牙本質組織，最內層有牙髓。
人類牙齿一開始在牙齦內部，在牙齒發育時會依序萌出，張開嘴巴即可看到。若有部份牙冠已磨损或破裂，牙齒可以用人工牙冠代替。